# Riccia concava
Riccia concava là một loài rêu trong họ Ricciaceae. Loài này được Bisch. ex Gottsche mô tả khoa học đầu tiên năm 1846.